# Grupo Galpão
O Grupo Galpão é uma companhia de teatro originária do teatro de rua de Belo Horizonte. Fundado em 1982 por Teuda Bara, Eduardo Moreira, Wanda Fernandes e Antônio Edson, teve sua primeira peça, E a Noiva Não Quer Casar, encenada na Praça Sete de Setembro, área central de Belo Horizonte, em novembro do mesmo ano.

## Histórico
O grupo de fundadores se conheceu em oficinas que aconteceram em Diamantina, em ocasião do Festival de Inverno da UFMG. A trupe se encontrou durante a realização das oficinas de teatro dos alemães Kurt Bildstein e George Froscher, do Teatro Livre de Munique, que trabalhavam com o teatro de rua, surgindo a ideia de fundação do grupo a partir desta experiência. A oficina resultou em A Alma Boa de Setsuan, de Bertolt Brecht, a primeira montagem do grupo.
O grupo ganhou projeção nacional a partir de 1992, quando encenou Romeu e Julieta de Shakespeare, com direção de Gabriel Vilella,  uma montagem típica de teatro de rua, recebendo os prêmios do júri popular do Festival Nacional de Teatro de Curitiba e Shell especial, em 1993. O grupo fez também várias turnês nacionais e internacionais, embora suas temporadas geralmente sejam curtas. Em 2000, tornou-se o primeiro grupo brasileiro a apresentar-se no Globe Theatre de Londres, famoso local onde se encenam apenas peças de Shakespeare, com sua versão de "Romeu e Julieta". 

## Peças
- E a Noiva Não Quer Casar (1982)[4]
- De Olhos Fechados (1983)[4]
- Ó Procê Vê na Ponta do Pé (1984)[4]
- Arlequim, Servidor de Tantos Amores (1985), adaptação de um clássico da commedia dell'arte[4]
- A Comédia da Esposa Muda(1986)
- Foi por Amor (1987)
- Triunfo de um Delírio Barroco (1987)
- Corra Enquanto é Tempo (1988)
- Álbum de Família (1990)
- Romeu e Julieta (1992), adaptação da peça de William Shakespeare[7]
- A Rua da Amargura (1994)
- Um Molière Imaginário (1997), uma adaptação de "O Doente Imaginário" de Molière
- Partido (1999), adaptação de "O Visconde Partido ao Meio" de Ítalo Calvino
- Um Trem Chamado Desejo (2000)
- O Inspetor Geral (2003), de Nikolai Gogol
- Um Homem É um Homem (2005), de Bertolt Brecht
- Pequenos Milagres (2007)
- Till, a Saga de um Herói Torto, Texto de Luís Alberto de Abreu (2009)
- Tio Vânia (2011)
- Os Gigantes da Montanha (2013), adaptação de Luigi Pirandello[8][9][10]
- De Tempo Somos (2014)
- Nós (2016)
- Outros (2018)
- Cabaré Coragem (2023)

## Membros
- Antônio Edson
- Arildo de Barros
- Beto Franco
- Chico Pelúcio
- Eduardo Moreira
- Fernanda Vianna
- Inês Peixoto
- Júlio Maciel
- Lydia del Picchia
- Paulo André
- Rodolfo Vaz (ex-membro)
- Simone Ordones
- Teuda Bara
- Wanda Fernandes (ex-membro)